# Marcelino Ornat
Marcelino Ornat (Galicia, España, 1898 — ibídem, 10 de junio de 1959) fue un tenor y actor español de cine y teatro de principios del siglo XX.

## Carrera
Oriundo de España, Ornat viajó transitoriamente en la década de 1940 hasta 1952 a la Argentina donde se destacó como actor cómico en numerosos films junto a actores de la talla de Olinda Bozán, Mario Fortuna, Zully Moreno, Los Cinco Grandes del Buen Humor, Susana Campos, Francisco Álvarez, Perla Mux, Jorge Villoldo, Carlos Ginés, Juan Carlos Altavista, Nelly Láinez y Beatriz Taibo, entre otros

### Filmografía
- 1946 Tres millones y el amor
- 1951 Fantasmas asustados
- 1951 Pocholo, Pichuca y yo
- 1952 Mi hermano Esopo
- 1953 Vuelo 971
- 1956 La espera
- 1957 Fulano y Mengano
- 1958 Historias de Madrid
- 1958 Las chicas de la Cruz Roja
- 1959 Gayarre
- 1959 Bombas para la paz
- 1959 Una gran señora
- 1960 Compadece al delincuente[2]

### Teatro
Fue una figura saliente del teatro desde la década de 1920 luciéndose como tenor cómico. 
- En 1925 hizo la obra La emperatriz Mesalina.[3]
- En 1930 hizo la obra ¡Morena y sevillana! con actores como José Moncayo, Jesús Navarro y Sacha Gaudine.[3]
- En 1932 les siguió Las mandarinas, con Perlita Grecco y Lino Rodríguez, entre otros; y Cómo están las mujeres.[3]
- En 1933 hizo la obra El señor feudal, junto con Carmen Giménez, María Banquer, Arturo la Riva y Emilio Portes.[3]
- En 1943, y ya en Argentina, hizo una destacada obra cómica junto con los actores Alejandro Maximino y Roberto García Ramos.
- En 1944, integró la compañía teatral García León, junto con Rosario García Ortega y Carlos Díaz de Mendoza.[3]
- En 1945 trabajó junto a María Gámez en la obra Mariquita de mi corazón, estrenada en el Teatro San Martín.[3]
- En 1946 formó con el actor Joaquín García León la Compañía de Comedia Española.
- En 1949 actuó en la obra Qué hombre tan simpático.[4]
- A comienzos de 1952 hizo la obra El santo de la hidra y luego Te casarás Gaspar, de Livio y Guido Merico, estrenada en el Teatro Casino. El elenco lo integraban Daniel de Alvarado, Carmen Lamas, Nelly Panizza, Leda Zanda, entre otros.[5]
- A finales de 1952 volvió a su país natal, donde debutó en compañía de la vedette Celia Gámez, el actor argentino Pepe Iglesias, Carlos Fioriti y la cantante Lolita Sevilla, en la obra homenaje y despedida de Gámez, Fin de fiesta.[3]
- En 1953 formó su propia compañía en Madrid con la que hizo la obra Blum, el millonario más pobre del mundo, estrenada en el Teatro de la Comedia. Estaba integrada por los actores españoles Rafael Romero Marchent, Mary Campos, María Luisa Moneró y Manuel Díaz González.[3]
- En 1958 integra la compañía española de zarzuela y opereta Faustino García, con la que estrena en el Teatro Avenida la revista Un pueblecito español, junto a los cantantes Moreno Torroba y Luis Tejedor; y a un gran elenco en la que se destacaban Carlos Gorostiza, Olga Marín, Pura Fleijoo, Nemesio Campos, Luis Gago, Néstor Sosa y Alfredo Treviño.[6]